# Rafael Mayoral
Rafael Mayoral Perales (Madrid, 26 de marzo de 1974) es un abogado y político español, actual secretario de Relación con la Sociedad Civil y Movimientos Sociales, que fue diputado de Podemos en las XI, XII, XIII y XIV legislaturas de las Cortes Generales por Madrid.

## Biografía
Tras terminar la carrera de Derecho se implica en el asesoramiento jurídico a colectivos en situación de vulnerabilidad económica y social. Con la aparición del Movimiento 15-M se convierte en asesor de la Plataforma de Afectados por la Hipoteca (PAH) de Madrid.  Por las actividades que realiza en esta asociación (paralización de desahucios, querellas a entidades bancarias, redacción del recurso de inconstitucionalidad contra la Ley Antidesahucios, etc.), recibe en 2013, junto a la activista Ada Colau, el premio Defensores de Derechos otorgado por Periodismo Humano.
Inicialmente militante en el Partido Comunista de España (PCE) y de Izquierda Unida Comunidad de Madrid, fue miembro de su Consejo Político Federal en 2008. Como miembro del Partido Comunista de Madrid fue miembro de su Comisión Permanente, y candidato a la secretaría general de la rama madrileña de las UJCE en 1998. Integrante del Frente Cívico "Somos Mayoría", en noviembre de 2014 es elegido miembro del Consejo Ciudadano de Podemos, y pasa a formar parte del Consejo de Coordinación junto a Pablo Iglesias. Colaborador habitual del programa La Tuerka, desde su elección aparece en numerosas tertulias políticas defendiendo el programa de su partido.
En 2015 fue elegido en primarias abiertas como candidato de Podemos por Madrid para el Congreso de los Diputados, resultando electo en las elecciones generales del 20 de diciembre del mismo año como diputado en las Cortes Generales y reelegido el 26 de junio de 2016 después de la corta legislatura en la que no se pudo formar gobierno.